# Bóltfelagið 1936 2014
Questa voce raccoglie le informazioni riguardanti il Bóltfelagið 1936 nelle competizioni ufficiali della stagione 2014, conclusa con la conquista del titolo nella Formuladeildin, massima serie del Campionato faroese di calcio.

## Rosa
| N. |                    | Ruolo | Calciatore           |
| -- | ------------------ | ----- | -------------------- |
| 1  | Fær Øer (bandiera) | P     | Tórður Thomsen       |
| 2  | Fær Øer (bandiera) | D     | Andreas H. Eriksen   |
| 3  | Fær Øer (bandiera) | D     | Símun Joensen        |
| 4  | Fær Øer (bandiera) | D     | Robert Heðin Brockie |
| 5  | Fær Øer (bandiera) | D     | Odmar Færø           |
| 8  | Fær Øer (bandiera) | D     | Hørður Askham        |
| 9  | Fær Øer (bandiera) | A     | Jákup á Borg         |
| 10 | Fær Øer (bandiera) | C     | Róaldur Jacobsen     |
| 11 | Polonia (bandiera) | A     | Łukasz Cieślewicz    |

| N. |                    | Ruolo | Calciatore               |
| -- | ------------------ | ----- | ------------------------ |
| 17 | Fær Øer (bandiera) | D     | Alex Mellemgaard         |
| 18 | Fær Øer (bandiera) | C     | Benjamin Heinesen        |
| 20 | Fær Øer (bandiera) | D     | Høgni Eysturoy           |
| 21 | Fær Øer (bandiera) | D     | Karl Martin E. Danielsen |
| 22 | Fær Øer (bandiera) | C     | Klæmint Matras           |
| 23 | Fær Øer (bandiera) | C     | Rasmus Dan Sørensen      |
| 24 | Fær Øer (bandiera) | C     | Hanus Thorleifsson       |
| 25 | Fær Øer (bandiera) | P     | Trygvi Askham            |
| 30 | Nigeria (bandiera) | A     | Adeshina Lawal           |
|    | Fær Øer (bandiera) | C     | Gestur B. Dam            |